# Vernajol
Vernajol (en francès Vernajoul) és un municipi francès del departament de l'Arieja i la regió d'Occitània.